# Сибирска мухоловка
Сибирска мухоловка (Muscicapa sibirica) е вид птица от семейство Muscicapidae.

## Разпространение
Видът е разпространен в Афганистан, Бангладеш, Бруней, Виетнам, Индия, Индонезия, Камбоджа, Китай, Казахстан, Лаос, Малайзия, Мианмар, Непал, Пакистан, Русия, Северна Корея, Сингапур, Тайланд, Филипините, Южна Корея и Япония.